# Арутюнян, Гегам Степанович
Гегам Степанович Арутюнян (арм. Գեղամ Հարությունյան, 15 (28) декабря 1905, Александрополь (ныне — Гюмри) — 19 октября 1988, Ереван) — армянский советский актёр. Народный артист Армянской ССР (1956).

## Биография
Сценическую деятельность начал в 1931 году в Ленинаканском театре. С 1946 года — актёр Театра имени Сундукяна (Ереван).
Искусство артиста отличали жизненная достоверность и эмоциональная сила, острый, запоминающийся сценический рисунок. Поэтичность и вдохновенная сила наделяла его положительных героев, образы которых приобретали романтическое звучание (Ара Прекрасный — о. п. Заряна).
С тонким сарказмом и беспощадной иронией он играл отрицательные роли: одна из значительных работ — образ Кречинского («Свадьба Кречинского», 1946).

## Фильмография
- Автомобиль на крыше (1981) … мастер Оник
- Ссыльный № 011 — Спандар Спандарян, отец Сурена Спандаряна
- Дзори Миро (1979) … Вардан
- Звезда надежды (1978) … Муси
- Поклонись наступившему дню (1977)
- Односельчане (1974)
- Хаос (1973) … Срапион Каспарыч
- Родник Эгнар (1971)
- Шаги (ТВ, 1962)
- Прыжок через пропасть (1959) … Ванунц
- Обвал (1959)
- Мелочь (1954) … председатель горсовета
- Зангезур (1938)
- Две ночи (1932)

## Награды
- народный артист Армянской ССР (1956)
- орден Трудового Красного Знамени (27.06.1956)
- орден «Знак Почёта»

## Память

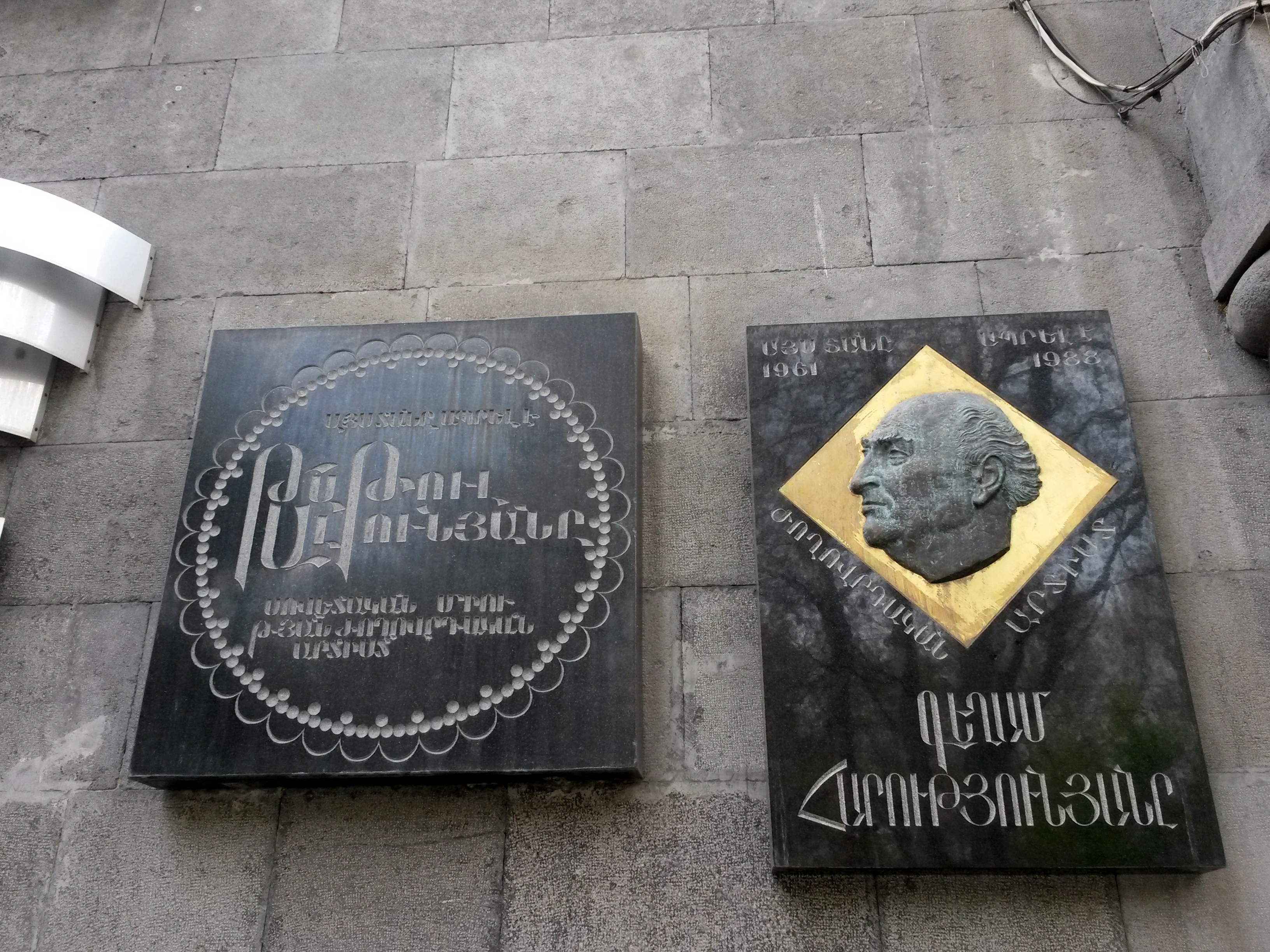
Справа — мемориальная доска Г. Арутюняну

В Ереване на доме, где жил Г. Арутюнян (ул. Московян, 31), установлена мемориальная доска.